# Pilcaniyeu
Pilcaniyeu é uma cidade da Argentina, localizada na província de Rio Negro